# Marek Švec
Marek Švec (Havlíčkův Brod, 17 de febrero de 1973) es un deportista checo que compitió en lucha grecorromana.
Participó en tres Juegos Olímpicos de Verano, obteniendo una medalla de bronce en Pekín 2008, en la categoría de 96 kg, el octavo lugar en Atlanta 1996 y el 18.º en Sídney 2000.
Ganó tres medallas en el Campeonato Mundial de Lucha entre los años 1998 y 2007, y tres medallas de bronce en el Campeonato Europeo de Lucha entre los años 2004 y 20109.

## Palmarés internacional
| Juegos Olímpicos   | Juegos Olímpicos   | Juegos Olímpicos  | Juegos Olímpicos |
| Año                | Lugar              | Medalla           | Categoría        |
| ------------------ | ------------------ | ----------------- | ---------------- |
| 2008               | Pekín (China)      | Medalla de bronce | 96 kg            |
| Campeonato Mundial |                    |                   |                  |
| Año                | Lugar              | Medalla           | Categoría        |
| 1998               | Gävle (Suecia)     | Medalla de plata  | 97 kg            |
| 2006               | Cantón (China)     | Medalla de plata  | 96 kg            |
| 2007               | Bakú (Azerbaiyán)  | Medalla de bronce | 96 kg            |
| Campeonato Europeo |                    |                   |                  |
| Año                | Lugar              | Medalla           | Categoría        |
| 2004               | Haparanda (Suecia) | Medalla de bronce | 96 kg            |
| 2006               | Moscú (Rusia)      | Medalla de bronce | 96 kg            |
| 2009               | Vilna (Lituania)   | Medalla de bronce | 96 kg            |